# Charlot e la maschera di ferro
Charlot e la maschera di ferro (The Idle Class), conosciuto anche come Ricchi e vagabondi, è un film interpretato, diretto e prodotto da Charlie Chaplin; fu proiettato la prima volta il 25 settembre 1921.
Il film pare motivato più della necessità di rispettare i tempi e gli impegni contrattuali, piuttosto che dall'ispirazione di Chaplin. Quasi una riproposizione delle vecchie comiche Keystone, comprensiva d'inseguimento nel parco cittadino.
Pare che durante la lavorazione Chaplin abbia riportato una scottatura piuttosto fastidiosa al fondoschiena, quando la fiamma del saldatore manovrato dall'operaio intento alla manutenzione lo investe proprio da quelle parti, in mutande, facendolo sobbalzare molto realisticamente…

## Trama
Ci sono dei punti fermi nella vita di un uomo che lo accomunano agli altri senza distinzione d'età, censo, classe sociale: la passione per lo sport, la passione per l'alcool e la passione per le donne. Può succedere che una di esse prenda il sopravvento, rompendo il delicato equilibrio esistenziale, nello specifico quello matrimoniale, come quando l'alcool ottenebra la mente del ricco e distratto marito che dimentica sia di indossare i pantaloni, con conseguente scandalo ed imbarazzo, sia l'arrivo della giovane moglie alla stazione ferroviaria dove avrebbe dovuto recarsi ad accoglierla.

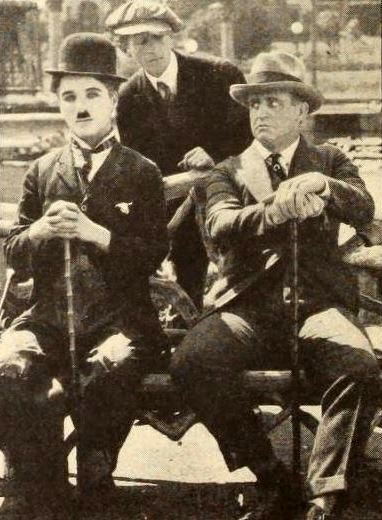
Chaplin, Sydney Chaplin e Swain

Sulla stessa carrozza, o meglio, sotto la carrozza in un vano attrezzi, viaggia anche il vagabondo, intenzionato a concedersi un po' di relax presso il campo da golf della rinomata località turistica in cui abitualmente i ricchi scendono per le loro vacanze e i loro divertimenti. Il vagabondo ha con sé tutta l'attrezzatura necessaria al gioco, ma si è dimenticato la pallina e finisce per innescare una serie di risse quando s'impossessa delle palline lanciate sul campo da altri giocatori.
La moglie trascurata, nel frattempo, raggiunge in albergo il marito distratto e gli comunica la decisione di troncare il rapporto.
Sul campo da golf la situazione si complica per il vagabondo che viene ingiustamente accusato della rapina ai danni di un signore. Per sfuggire all'inseguimento del poliziotto si rifugia nell'albergo dove, per sua fortuna, è in corso un ballo mascherato, per cui il suo abbigliamento trasandato viene passato per un travestimento.
La mogliettina trascurata soffre di solitudine ed invia un biglietto al marito dicendosi disposta al perdono purché questi la raggiunga, mascherato, al ballo a cui ella sta già partecipando. Il marito s'inventa un travestimento con un'armatura da cavaliere medievale, ma un brusco movimento fa scendere la maschera metallica dell'elmo sul viso, impedendogli il rifornimento di alcool al quale si stava apprestando e facendolo tardare nel tentativo disperato ed infruttuoso di risollevare la maschera.
Alla moglie spazientita per il ritardo del consorte appare il vagabondo, simile come una goccia d'acqua a lui (ma il vagabondo ignora la somiglianza) ed ella si scioglie in un tenero e caloroso abbraccio. Charlot, superato il primo attimo di sconcerto, si concede generosamente alle effusioni della graziosa signora. A questo punto irrompe la maschera di ferro che aggredisce l'ignaro vagabondo ed ingaggia con lui una rissa ed un inseguimento che coinvolge anche il padre della ragazza, schierato a favore del vagabondo che crede essere il suo legittimo genero. Una volta immobilizzato il cavaliere medievale, grazie ad un apriscatole, Charlot riuscirà a liberare dalla maschera il volto del contendente rivelandone l'identità, tra lo stupore suo e dei presenti, perché il suo volto è identico al proprio.
Ristabilite le parentele il vagabondo sarà cacciato dal genitore della bella. Ma questa, memore dei modi galanti e delle attenzioni di Charlot, in tutto diverso dal consorte, induce il proprio padre a scusarsi col vagabondo che in risposta, nel suo stile irriverente, gli sferra una poderosa pedata approfittando per allontanarsi definitivamente.